# Hieracium vindobonense
Hieracium vindobonense là một loài thực vật có hoa trong họ Cúc. Loài này được Wiesb. ex Dichtl mô tả khoa học đầu tiên năm 1884.